# Vanzac
Vanzac és un municipi francès situat al departament del Charente Marítim i a la regió de la Nova Aquitània. L'any 2017 tenia 148 habitants.

## Demografia
El 2007 tenia 174 habitants, sigui 79 famílies a 92 habitatges.

## Economia
El 2007 la població en edat de treballar era de 112 persones. Hi havia set empreses: dues de fabricació d'altres productes industrials, tres constructores, una empresa de comerç i reparació d'automòbils. Té una escola elemental integrada dins d'un grup escolar.
L'any 2000 hi havia 15 explotacions agrícoles que conreaven un total de 640 hectàrees.

## Llocs d'interés

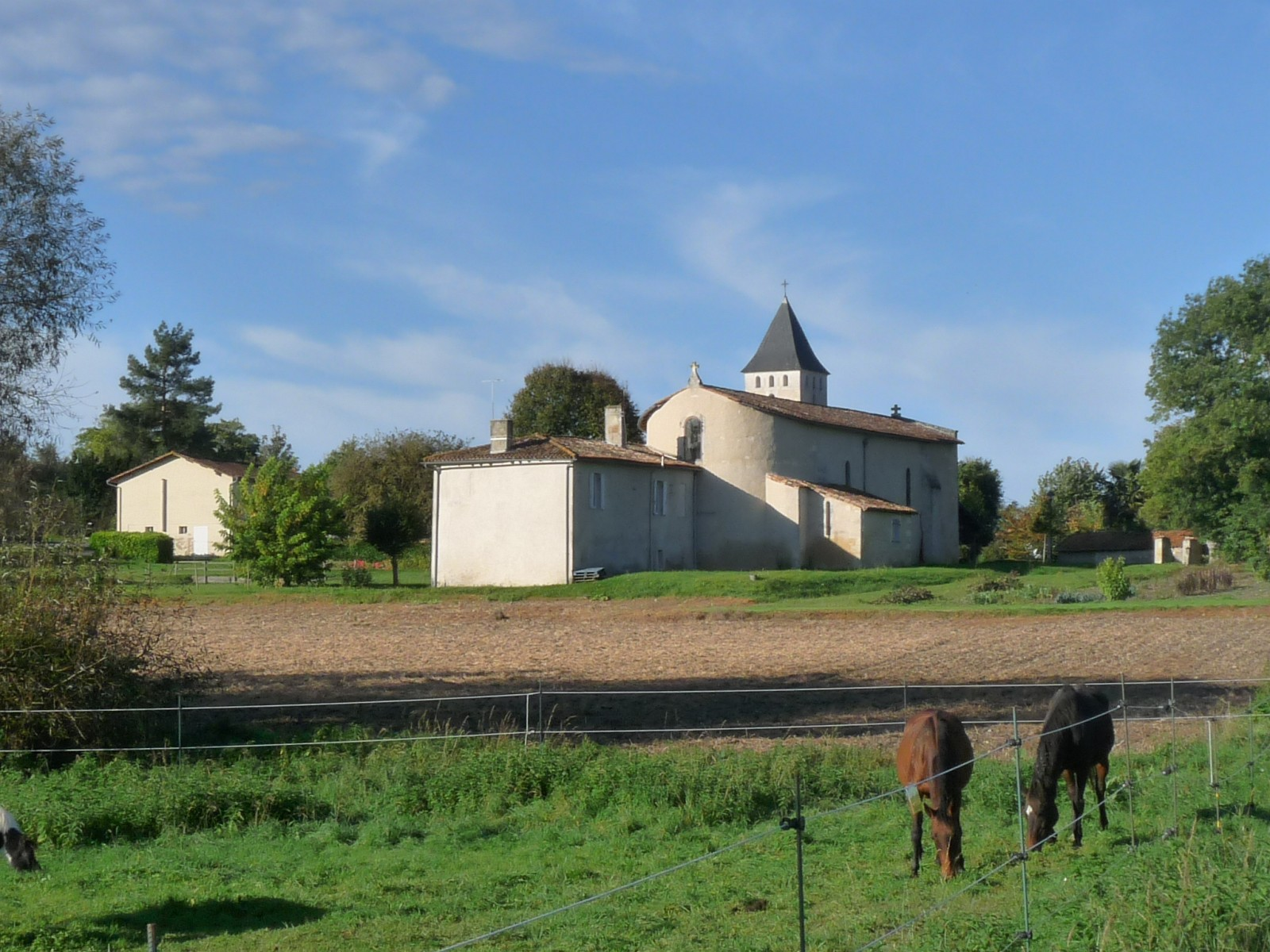
Església de santa Quitèria

- L'església dedicada a santa Quitèria. Va ser reconstruïda al segle xiv. El tabernacle de fusta polícroma data del segle xviii, representael Bon Pastor i va ser llistat com a monument històric el 1980.[6]
- Camp arqueològic del Neolític
- Camp arqueològic gal·loromà